# خانه رحمت سمیعی
خانه رحمت سمیعی مربوط به دوره قاجار در رشت، محله ساغری سازان، کوچه شهید بیانی، پلاک ۲۴ است و این اثر در تاریخ ۱۱ مهر ۱۳۸۳ با شمارهٔ ثبت ۱۱۱۴۰ به‌عنوان یکی از آثار ملی ایران به ثبت رسیده‌است.

## تاریخچه
خانه فرهنگ گیلان یا همان خانه سمیعی‌ها در انتهای محله ساغری سازان رشت، روبه‌روی کوچه بلورچیان، در بن‌بست سمیعی واقع شده‌است. این عمارت زیبا از نظر قدمت مربوط به دوره قاجاریه است که متعلق به مرحوم اسماعیل رحمت سمیعی ملقب به “مفخم السلطنه “بوده‌است.این عمارت سال ۱۳۹۰ توسط جمعی از فرهنگ دوستان رشت خریداری و به عنوان «خانه فرهنگ گیلان» تغییر کاربری یافت و یک سال بعد در فهرست آثار ملی ثبت شد. این بنا، از طریق گذر بلورچیان و یک کوچک باریک به گذر اصلی محله مرتبط می‌شود. زیبایی چشمگیر این بنا با ستون‌ها و درهای آبی و ارسی‌های زیبا در طبقه دوم و کاشیکاری قدیمی دور حوض موجب شده بین اهالی به خانه فیروزه ای هم معروف شد. در چوبی ورودی عمارت، فیروزه‌ای است و به محض ورود با حیاطی بزرگ و مشجر روبه‌رو می‌شوید. در باغچه‌بندی‌های زیبا و منظم حیاط، درختان نارنج و انجیر و خرمالو و سیکاس‌های تزیینی کاشته‌اند. حوض حیاط بیضی است و با کاشی‌های قدیمی و منقوش به چهره سلاطین اساطیری و تاریخی ایران مزین شده‌است. کمی جلوتر، چاه قدیمی آب قرار دارد و با یک تلمبه قدیمی آب را بالا می‌کشند. چشم‌انداز ظاهری بنای اصلی در حیاط، با نمای سفید و رنگ فیروزه‌ای و ارسی اصلی تالار با شیشه‌های رنگین و بسیار زیباست.بنا با معماری سنتی و ایوان و شاه نشین در جبهه شرقی زمین ساخته شده‌است. عمارت در دو طبقه با ارسی‌های آبی مشبک و شیشه‌های رنگین، تالاری بزرگ، بهار خواب با کف و پله‌های چوبین داخلی. هر دو پلکان بعد از ورود به پاگردی کوچک، به دری می‌رسند که محل ورود به بخش‌های درون خانه است. اتاقها طاقچه‌هایی تزئینی و گنجه‌های چوبین دارد. ارسی که از وسط شاه نشین در طبقه دوم رو به ایوان باز می‌شود و سه لته است با تزئینات چوبی ظریف و زیبایی ساخته شده و همخوانی کاملی با ایوان و فرم خاص جان پناه آن دارد. جفت ستونهای وسط ایوان چوبی هستند و سر ستون گچی بر آن قرار دارد.

## نگارخانه

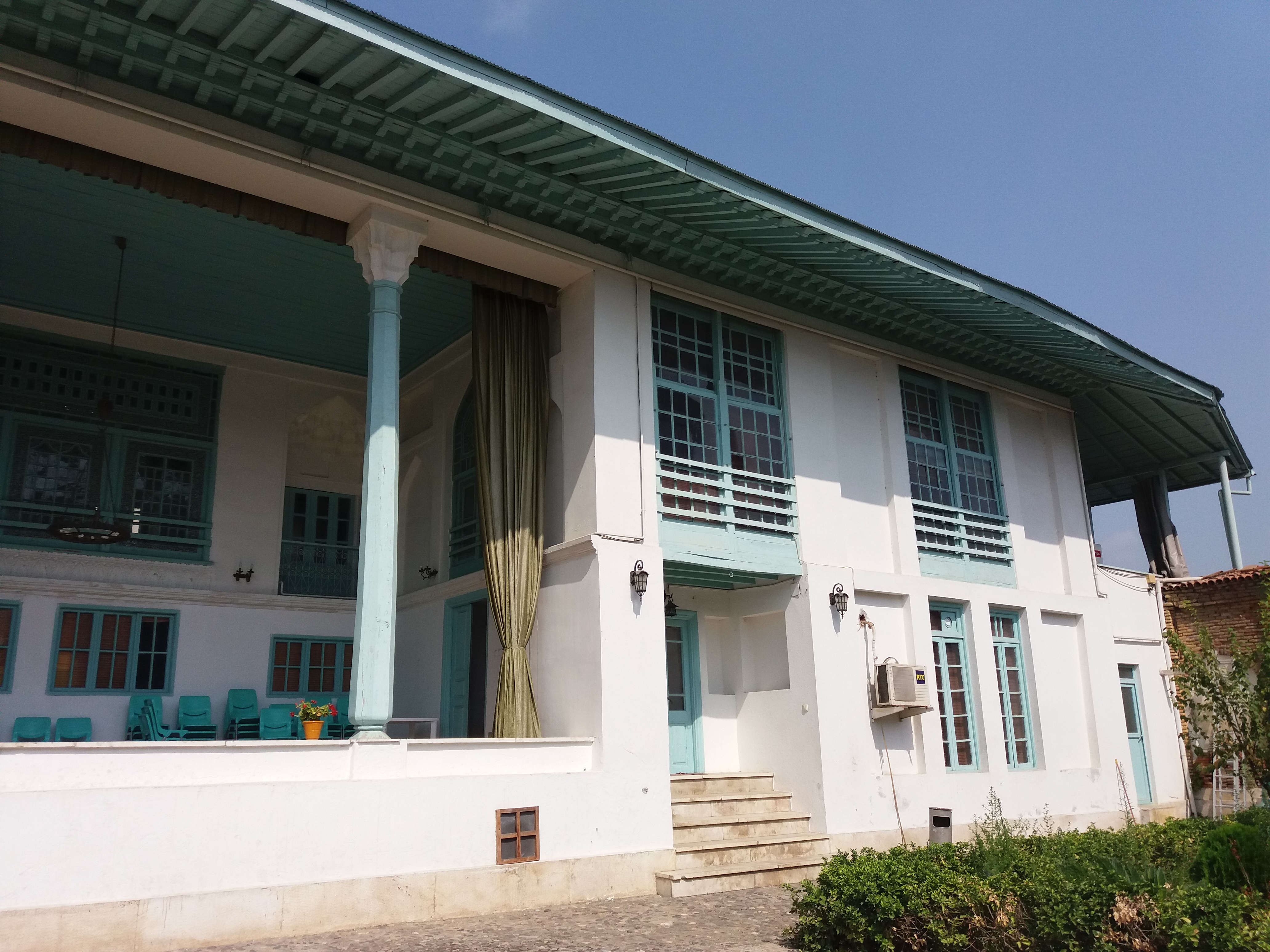
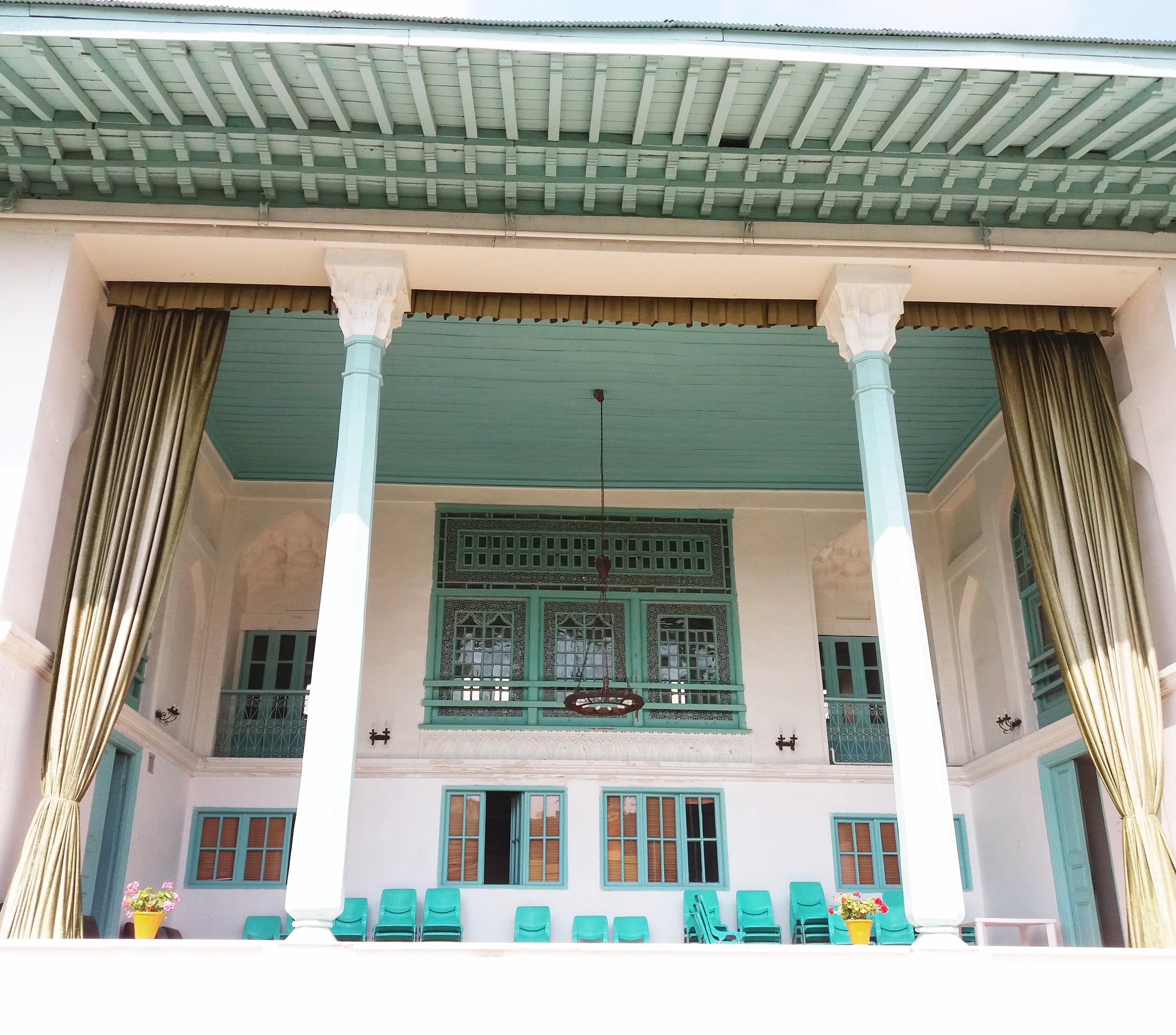
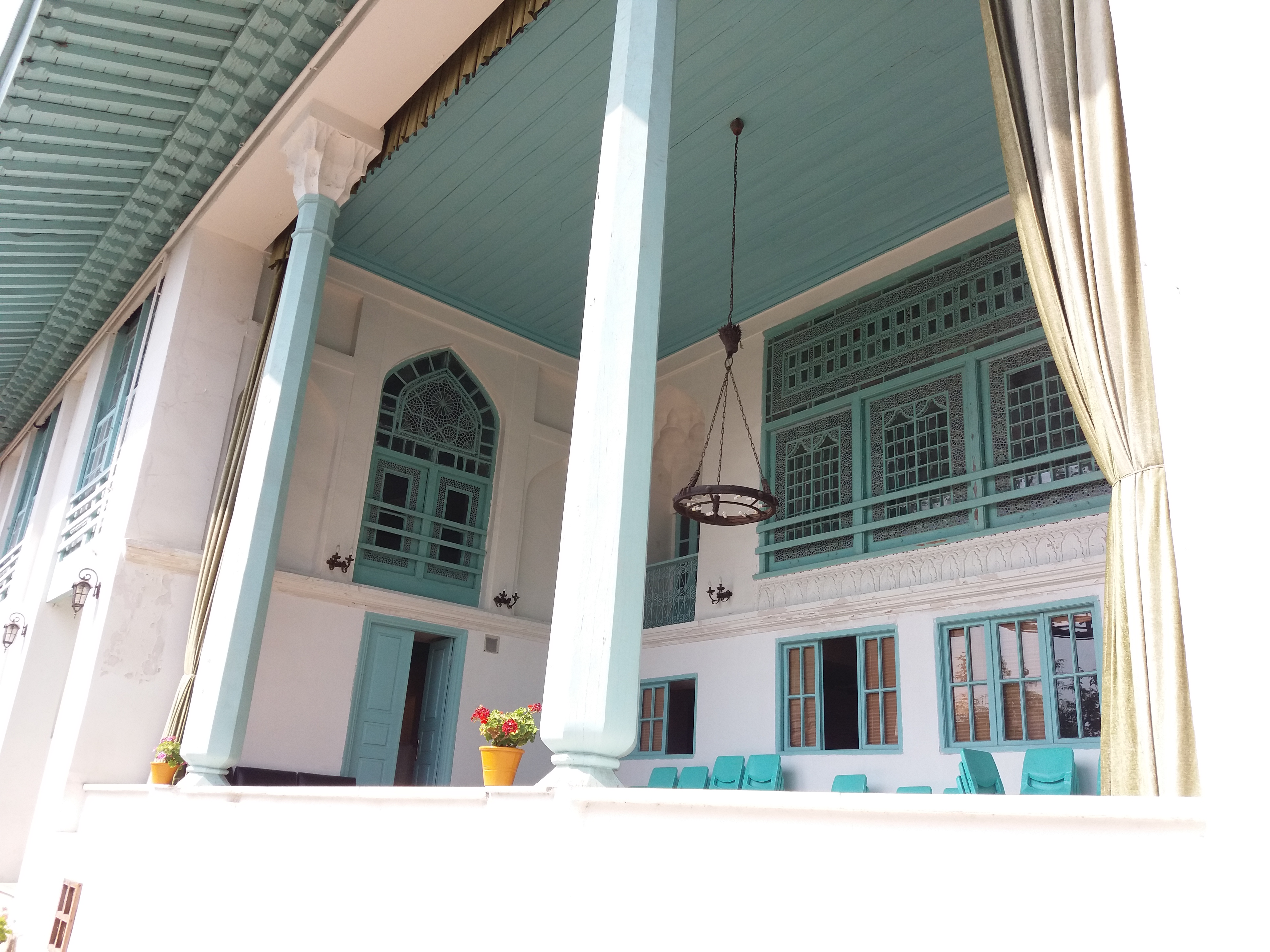